# خوان خوسيه موراليس
خوان خوسيه موراليس (بالإسبانية: Juan José Morales)‏ (23 مارس 1982 في الأرجنتين - ) هو لاعب كرة قدم أرجنتيني في مركز الهجوم. لعب مع أرجنتينوس جونيورز وكيلمس ومينيروس دو غويانا ونادي أتليتيكو كولون ونادي أونيفرسيداد كاتوليكا ونادي بارانا ونادي ترغكانو وسان مارتين دي توكومان ‏ وهواتشيباتو وسنترال نورتيه ‏ ونادي أتليتكو للبنين ‏ وAtlético Venezuela C.F. ‏.

## وصلات خارجية
- خوان خوسيه موراليس على موقع إي إس بي إن إف سي (الإنجليزية)
- خوان خوسيه موراليس على موقع قاعدة بيانات كرة القدم.إي يو (الإنجليزية)
- خوان خوسيه موراليس على موقع Soccerway.com (الإنجليزية)